# Busan IPark FC
El Busan IPark FC és un club de futbol sud-coreà de la ciutat de Busan.

L'estadi local del club és l'Estadi Gudeok a Busan, que pot acollir 12.349 persones.

## Història
El club va ser fundat el 1979 a la ciutat de Busan per la corporació Daewoo amb el nom de Daewoo FC. Es va convertir en un club professional el 3 de desembre de 1983. El 1984 adoptà el nom Daewoo Royals. El 1995 s'anomenà Busan Daewoo Royals. A finals dels 90 l'empresa Daewoo patí dificultats econòmiques i el 1999 el club fou adquirit per I'Park, una divisió de Hyundai, adoptant el nom Busan I'cons. El 2005 adoptà el nom Busan I'Park. El 2012 adoptà el nom Busan IPark.
Evolució del nom:
- 1979–80 Saehan Motors FC
- 1980–83 Daewoo FC
- 1984–95 Daewoo Royals
- 1996–99 Pusan Daewoo Royals
- 2000-02 Pusan i.cons
- 2002–04 Busan I'Cons
- 2005–11 Busan I'Park
- 2012–present Busan IPark

## Palmarès

### Internacionals
- Lliga de Campions de l'AFC
  - 1986

- Copa afro-asiàtica de futbol
  - 1986

### Nacionals
- Lliga sud-coreana de futbol
  - 1984, 1987, 1991, 1997

- Copa sud-coreana de futbol
  - 2004

- Copa de la Lliga sud-coreana de futbol
  - 1997 (Copa Adidas), 1997 (PRO-SPECS Copa), 1998s

- Campionat sud-coreà de futbol
  - 1989, 1990

- Copa President sud-coreana de futbol
  - 1981

## Futbolistes destacats
- Rubén Bernuncio (1994)
- Saša Drakulić (1995-1998)
- Dževad Turković (1996-2001)
- Andy Cooke (2003-2005)
- Jamie Cureton (2003-2004)
- Chris Marsden (2004)
- Radivoje Manic (1996-2002)
- Zoran Urumov (1999-2003)
- Denis Laktionov (2005)
- Popo (2005-2006)

## Entrenadors
A final de la temporada 2007
| Nom                        | Inici | Fi   | Victòries | Empats | Derrotes |
| -------------------------- | ----- | ---- | --------- | ------ | -------- |
| Jang Woon-Soo              | 1983  | 1983 | 6         | 7      | 3        |
| Jo Yoon-Ohk                | 1984  | 1984 | 17        | 6      | 5        |
| Jang Woon-Soo              | 1985  | 1986 | 26        | 11     | 20       |
| Lee Cha-Man                | 1987  | 1989 | 38        | 33     | 25       |
| Frank Engel                | 1990  | 1990 | 12        | 11     | 7        |
| Bertalan Bicskei           | 1990  | 1991 | 17        | 18     | 5        |
| Lee Cha-Man                | 1992  | 1992 | 3         | 8      | 5        |
| Cho Kwang-Rae (Temporal)   | 1992  | 1994 | 7         | 6      | 11       |
| Cho Kwang-Rae              | 1992  | 1994 | 12        | 26     | 9        |
| Jung Hae-Won (Temporal)    | 1994  | 1994 | 1         | 1      | 7        |
| Kim Hee-Tae                | 1994  | 1995 | 11        | 6      | 13       |
| Shin Woo-Sung (Temporal)   | 1995  | 1995 | 4         | 2      | 8        |
| Dragoslav Sekularac        | 1996  | 1996 | 7         | 6      | 10       |
| Kim Tae-Soo (Temporal)     | 1996  | 1996 | 5         | 6      | 6        |
| Lee Cha-Man                | 1996  | 1999 | 45        | 21     | 31       |
| Shin Yoon-Ki (Temporal)    | 1999  | 1999 | 6         | 3      | 8        |
| Chang Woe-Ryong (Temporal) | 1999  | 1999 | 8         | 0      | 5        |
| Kim Tae-Soo (Temporal)     | 2000  | 2000 | 0         | 0      | 0        |
| Kim Ho-Gon                 | 2000  | 2002 | 37        | 31     | 38       |
| Park Kyung-Hoon (Temporal) | 2002  | 2002 | 0         | 0      | 4        |
| Ian Porterfield            | 2002  | 2006 | 30        | 40     | 53       |
| Kim Pan-Gon (Temporal)     | 2006  | 2006 | 8         | 3      | 9        |
| Andy Egli                  | 2006  | 2007 | 9         | 12     | 15       |
| Kim Pan-Gon (Temporal)     | 2007  | 2007 | 0         | 0      | 0        |
| Park Seong-Hwa             | 2007  | 2007 | 1         | 0      | 0        |
| Kim Pan-Gon (Temporal)     | 2007  | 2007 | 2         | 5      | 7        |
| Hwang Sun-Hong (Actual)    | 2007  |      | 5         | 7      | 14       |